# Норман Шварцкопф
Но́рман Шва́рцкопф (англ. Norman Schwarzkopf Jr.; нар. 22 серпня 1934, Трентон, Нью-Джерсі — пом. 27 грудня 2012, Тампа, Флорида) — американський генерал. Очолював вторгнення США в Гренаду у 1983 і був командувачем Багатонаціональних сил під час війни в Перській затоці у 1991.